# Daniel Day-Lewis
Sir Daniel Michael Blake Day-Lewis (Kensington (Londen), 29 april 1957) is een Engels-Iers gepensioneerd acteur die bekend staat om zijn methodacting en zijn veelzijdigheid om zowel de schurk als de held te kunnen vertolken. Sinds 1993 is hij officieel Iers staatsburger. In 2014 werd hij tot Sir Daniel geridderd als erkenning voor zijn bijdrage aan de drama en filmwereld.
Day-Lewis won de Academy Award voor Beste Acteur (Oscar) in 1990 voor zijn hoofdrol in My Left Foot, in 2008 voor die in There Will Be Blood en in 2013 voor die in Lincoln. Hiermee werd hij de eerste, en tot op heden enige, man ooit die drie keer de Oscar voor beste hoofdrol won. In totaal is hij zes keer voor deze Oscar genomineerd. Hiernaast kreeg Day-Lewis meer dan 90 andere acteerprijzen toegekend, waaronder Golden Globes voor There Will Be Blood en Lincoln, BAFTA Awards voor My Left Foot, Gangs of New York, There Will Be Blood en Lincoln, een National Board of Review Award voor zijn bijrollen in A Room with a View en My Beautiful Laundrette samen, Screen Actors Guild Awards voor Gangs of New York, There Will Be Blood en Lincoln en Satellite Awards voor Gangs of New York en Nine (samen met de rest van de cast).

## Biografie
Zijn vader was de Britse Poet Laureate Cecil Day-Lewis. Zijn moeder kwam uit een joodse familie, en was de dochter van actrice Jill Balcon, die weer een dochter is van Sir Michael Balcon, voormalig hoofd van Ealing Studios. Toen Day-Lewis twee jaar was verhuisde hij naar Croom's Hill in Greenwich. Cecil Day-Lewis was al 53 jaar toen zijn zoon geboren werd, en het leek erop dat hij weinig interesse in zijn kinderen had. Cecil stierf toen Daniel 15 was. Later zei Day-Lewis dat hij het jammer vond dat hij nooit een goede relatie had gehad met zijn vader.
Op zijn school in Greenwich werd Day-Lewis vaak gepest door kinderen, vaak vanwege zijn joodse afkomst en door de luxueuze manier van leven thuis. Day-Lewis zei later dat hij zich slecht gedroeg in zijn jongere jaren. Zo is hij meerdere malen in problemen gekomen door winkeldiefstallen en andere illegale bezigheden.
In 1968 ging hij naar een kostschool in Kent omdat zijn ouders vonden dat hij zich te vrij gedroeg. Hoewel hij een hekel aan die school had, was het juist die plaats waar hij voor het eerst kennismaakte met - tegenwoordig - twee van z'n grootste interesses, acteren en houtbewerking.
Day-Lewis maakte zijn debuut in Cry, The Beloved Country. Zijn eerste rol in een wat grotere film speelde hij in Sunday Bloody Sunday. Hij was toen 14 jaar en speelde een vandaal. Zijn rol staat niet vermeld bij de aftiteling. Volgens Day-Lewis kreeg hij twee dollar voor die rol om een aantal dure auto's te slopen en hij zei later dat dit slopen voelde als de "hemel". Na twee jaar op de kostschool gezeten te hebben ging hij naar de Bedalas School in Petersfield. In 1975 verliet hij die school. Zijn gedrag was toen al wat verbeterd. Day-Lewis kwam aan bij een tijd dat hij moest kiezen in welke richting hij wilde gaan, het acteren of het bewerken van hout. Hij besloot voor dat laatste te kiezen, maar voor die opleiding werd hij niet aangenomen omdat hij te weinig ervaring had. Daarom koos hij toch maar voor acteren. Hij volgde een drie jaar durende opleiding aan de Bristol Old Vic-theaterschool.

### Filmcarrière
In 1982 had Day-Lewis opnieuw een kleine rol in een grote film, dit keer als die van een pestkop in Gandhi. Later in de jaren 80 speelde hij ook nog in een toneelstuk van Romeo en Juliet en in 1984 had hij een bijrol in de film The Bounty. Zijn volgende theaterrol speelde hij in "The Count", een toneelstuk over Dracula. Over de film A Room with a View werd opnieuw zeer positief gesproken over Day-Lewis. In die film speelde hij de verloofde van het hoofdpersonage dat werd gespeeld door Helena Bonham Carter.
In 1987 speelde Day-Lewis een hoofdrol in de film The Unbearable Lightness of Being van Philip Kaufman, samen met Lena Olin en Juliette Binoche. Day-Lewis speelde de rol van een vrouwengekke chirurg uit Praag, die voor het eerst een emotionele relatie krijgt met een vrouw.
In 1989 had Day-Lewis een uiterst succesvolle rol als de invalide Ierse schrijver Christy Brown in de film My Left Foot. Hij won diverse prijzen, waaronder een Academy Award voor Beste Acteur. Tijdens de opnamen brak Day-Lewis twee ribben, na een ongeluk met de rolstoel waarin zijn personage altijd zat.
Na een aantal films keerde Daniel Day Lewis terug op het toneel voor het stuk Hamlet van Shakespeare. Hij zakte echter in op het toneel, toen (zogenaamd) de geest van Hamlets vader op het toneel kwam. Day-Lewis zei later dat hij hem aanzag voor de geest van zijn vader. Na dit incident is Day-Lewis nooit meer teruggekeerd naar het toneel.
In 1992, drie jaar nadat hij een Oscar won, ging nog een grote film van Day-Lewis in première, The Last of the Mohicans. Voor het personage dat Day-Lewis moest spelen had hij veel onderzoek gedaan. Hij leerde zichzelf, om zijn personage nog echter te laten lijken, hoe te leven in de natuur, te kamperen en te jagen. Hoewel deze film Day-Lewis nog beroemder maakte, speelde hij vervolgens in wat minder grote Hollywoodfilms. Hij had een rol in The Age of Innocence (samen met Michelle Pfeiffer). Een groter succes was In the Name of the Father uit 1993. Voor zijn rol als een onschuldige veroordeelde voor een bomaanslag voor de IRA viel hij veel kilo's af en moest hij acteren met een Iers accent. Volgens Day-Lewis spoorde hij de crewleden regelmatig aan om koud water over hem heen te gooien en verbaal geweld tegen hem te gebruiken, zodat zijn woede, die zijn personage in omstandigheden als in de film zeker moet hebben, realistischer zou overkomen. Day-Lewis werd voor zijn rol opnieuw genomineerd voor een Oscar voor Beste Acteur. Daarnaast werd hij voor de derde keer genomineerd voor een BAFTA en voor de tweede keer voor een Golden Globe.
In 1996 speelde hij in de filmversie van The Crucible, gebaseerd op een script van Arthur Miller (later in 1996 zou Miller de schoonvader van Day-Lewis worden). Day-Lewis speelde samen met Winona Ryder. Daarna had hij een rol in The Boxer van Jim Sheridan, als die van een voormalig bokser en IRA-aanhanger. Ook voor die rol moest hij de nodige voorbereidingen treffen, hij trainde zes maanden lang in boksen met voormalig wereldkampioen boksen Barry McGuigan.
Na The Boxer nam Day-Lewis enkele jaren een pauze. Hij besloot zich te richten op zijn oude passie: houtbewerken. Hij verhuisde naar Florence in Italië. Pas in 2002 ging er weer een film van hem in première, namelijk Gangs of New York. Hij werd opnieuw genomineerd voor een Oscar voor Beste Acteur.
In 2005 ging The Ballad of Jack and Rose in première. De regie van deze film lag in handen van zijn eigen vrouw, Rebecca Miller. Day-Lewis speelde de rol van een oude man die op sterven ligt, en nadenkt over zijn leven. Ook voor deze rol moest hij zich eerst helemaal inleven. Tijdens het filmen woonde hij gescheiden van zijn vrouw om zijn rol als eenzame oude man nog geloofwaardiger te maken. In tegenstelling tot vrijwel elke andere film, werd deze film met gemengde gevoelens ontvangen.
In 2006 werd in het wekelijkse filmblad Variety bekendgemaakt dat Day-Lewis' volgende film gebaseerd zou zijn op het controversiële boek Oil!. De film werd hernoemd naar There Will Be Blood en kwam uit 2007. Lewis won bij de Oscaruitreiking in 2008 een Academy Award voor beste acteur voor zijn rol in die film.
In 2013 won hij zijn derde Oscar voor de vertolking van Abraham Lincoln in de gelijknamige film. Daniel Day-Lewis is de enige persoon in de filmgeschiedenis die drie keer de Oscar voor beste mannelijke hoofdrol heeft gewonnen. 
Na de opnames van Phantom Thread, waarvoor hij - wederom - werd genomineerd voor een Oscar voor beste mannelijke hoofdrol, kondigde Day-Lewis op 20 juni 2017 aan dat hij stopte met acteren, hoewel hij dit na de opnames van eerdere films ook al heeft verkondigd. "Ik wilde me niet nog een keer laten meevoeren door een project. Mijn hele leven roep ik al dat ik wil stoppen en ik weet niet waarom het dit keer anders was, maar het werd een obsessie. Het was iets wat ik echt moest doen", aldus Day-Lewis destijds in W Magazine.

## Privé
Day-Lewis is zeer gesteld op zijn privacy. Zelden laat hij zich openbaar uit over zijn privéleven.
Eerst had Day-Lewis een relatie met de Franse actrice Isabelle Adjani. Ze kregen samen een zoon, Gabriel-Kane Day-Lewis (in 1995), maar toen was de relatie al voorbij.
In 1996, toen hij werkte aan de film The Crucible, ging hij op bezoek bij de schrijver van het script, Arthur Miller. Tijdens dat bezoek werd hij verliefd op Millers dochter, Rebecca Miller. Al twee weken voor de première van The Crucible waren ze getrouwd. Ze hebben samen twee zoons, Ronan (geboren op 14 juni 1998) en Cashel (geboren in mei 2002). Ze brengen hun tijd samen door in hun huizen in de Verenigde Staten en Ierland.

## Filmografie
Alle televisieseries en films waarin Day-Lewis in heeft gespeeld:
- Phantom Thread (2017) - Reynolds Woodcock
- Lincoln (2012) - Abraham Lincoln
- Nine (2009) - Guido Contini
- There Will Be Blood (2007) - Daniel Plainview
- The Ballad of Jack and Rose (2005) - Jack Slavin
- Gangs of New York (2002) - Bill 'The Butcher' Cutting
- The Boxer (1997) - Danny Flynn
- The Crucible (1996) - John Proctor
- In the Name of the Father (1993) - Gerry Conlon
- The Age of Innocence (1993) - Newland Archer
- The Last of the Mohicans (1992) - Hawkeye (Nathaniel Poe)
- My Left Foot (1989) - Christy Brown
- Eversmile, New Jersey (1989) - Dr. Fergus O'Connell
- Stars and Bars (1988) - Henderson Dores
- The Unbearable Lightness of Being (1988) - Tomas
- Nanou (1986) - Max
- Screen Two (1986, televisieserie) - Kafka (één aflevering)
- A Room with a View (1985) - Cecil Vyse
- My Beautiful Laundrette (1985) - Johnny
- My Brother Jonathan (1985, televisiefilm) - Jonathan Dakers
- The Bounty (1984) - John Fryer
- BBC Play of the Month (1983, televisieserie) - Gordon Whitehouse (één aflevering)
- Gandhi (1982) - Colin
- Frost in May (1982, miniserie) - Archie Hughes-Forret (één aflevering)
- How Many Miles to Babylon? (1982, televisiefilm) - Alex
- Artemis 81 (1981, televisiefilm) - Een student in de bibliotheek
- Thank You, P.G. Wodehouse (1981, televisiefilm) - Psmith
- Shoestring (1980, televisieserie) - DJ (één aflevering)
- Sunday Bloody Sunday (1971, niet in aftiteling) - vandaal (kind)